# Рагби (град)
Рагби (енгл. Rugby) је град у Уједињеном Краљевству у Енглеској. Према процени из 2007. у граду је живело 63.842 становника.

## Становништво
Према процени, у граду је 2007. живело 63.842 становника.
| 1981.  | 1991.  | 2001.  |
| ------ | ------ | ------ |
| 59.039 | 61.106 | 61.988 |

## Партнерски градови
- Евре
- Риселсхајм